# Aspásia, São Paulo

Vị trí của Aramina trong bản đồ bang São Paulo

Aspásia là một đô thị ở bang São Paulo, Brasil. Aspásia có dân số (năm 2007) là 1.790 người, diện tích là 69,394 km², mật độ dân số 25,8 người/km². Aspásia nằm ở độ cao 403 m. Đô thị này nằm ở khu vực khí hậu cận nhiệt đới. Theo điều tra năm 2000, Aspásia có:
- Tổng dân số 1861 người, trong đó, dân số thành thị: 1175, nông thôn: 686 người.
- Nam giới: 967, nữ giới: 894 người.
- Mật độ dân số 31,22 người/km².
- Tuổi thọ bình quân: 69,8 năm.
- Tỷ lệ trẻ dưới 1 tuổi tử vong (trên 1 triệu): 18,64
- Tỷ lệ biết đọc biết viết: 82,25% dân số.